# Bayer (entreprise)
Pour les articles homonymes, voir Bayer.

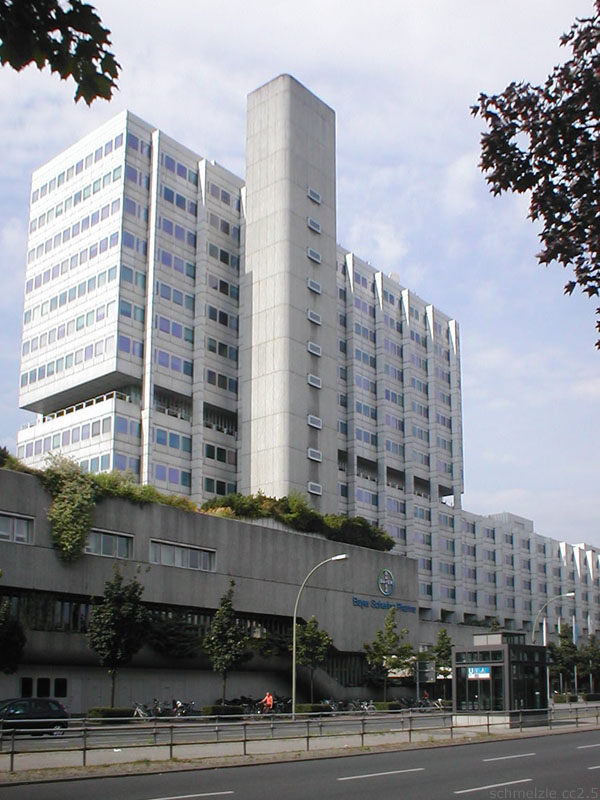
Des locaux de Bayer à Berlin.

Bayer AG est une société pharmaceutique et agrochimique allemande fondée en 1863 à Barmen (aujourd'hui une partie de Wuppertal), notamment par Friedrich Bayer et Johann Friedrich Weskott (de), dont le siège social est à Leverkusen, Rhénanie-du-Nord-Westphalie en Allemagne. Bayer développe des médicaments, des produits de santé sans ordonnance et des produits phytosanitaires pour l’agriculture.
Bayer est la première entreprise à avoir synthétisé de l’aspirine pure en 1897.

## Histoire

### Débuts

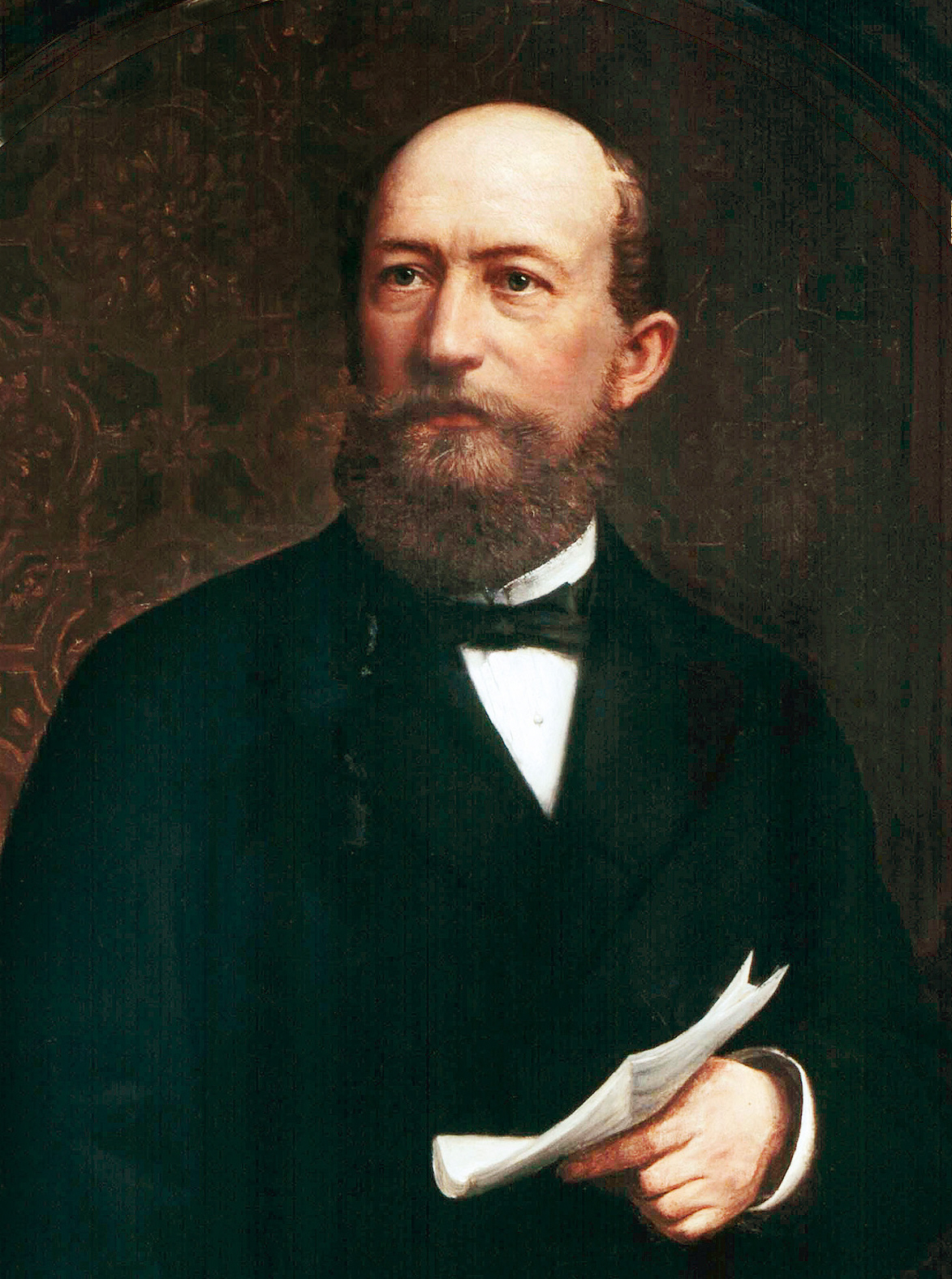
Friedrich Bayer

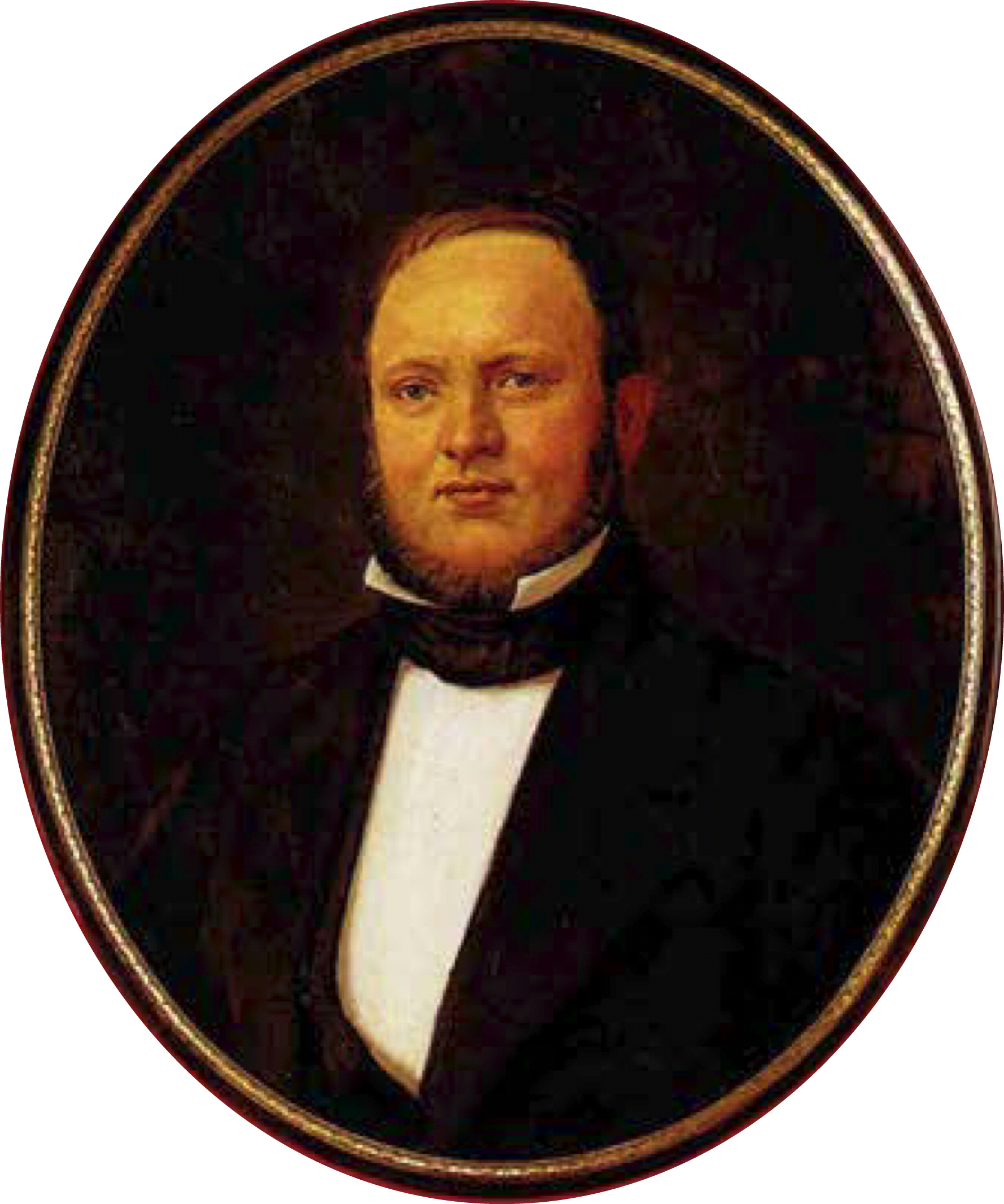
Johann Friedrich Weskott

L'entreprise est fondée le 1er août 1863 à Barmen, par Friedrich Bayer et Johann Friedrich Weskott sous le nom de « Friedr. Bayer et comp. » (Farbenfabriken vormals Friedrich Bayer et Companion), ; elle produit des colorants comme la fuchsine et l'aniline.
En 1866, le siège social et les principales unités de production s’établissent à Elberfeld.
En 1881, l'entreprise prend la forme d'une société par actions. En 1883, le chimiste Carl Duisberg intègre Bayer où il développe considérablement le département de la recherche.
Avant 1900, un composé contenant 5 % d'héroïne pure est vendu en pharmacie sous la marque « Heroin ». À l’époque, ce composé est commercialisé, car il est jugé utile pour certains troubles respiratoires et maladies telles que la tuberculose ou encore la bronchite.
Une filiale française est créée en 1898 sous le nom de Société des produits Fréd. Bayer & Cie.

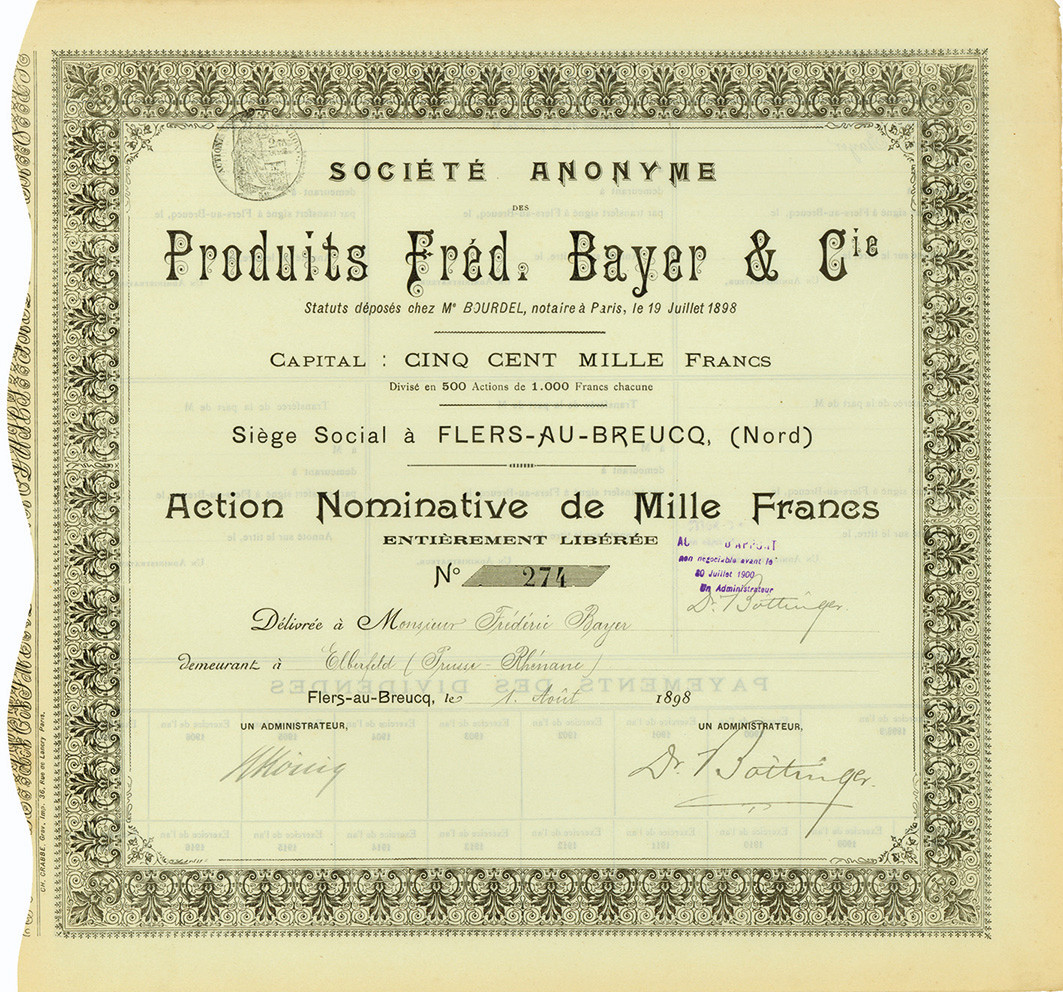
Action de la filiale française SA des Produits Fréd. Bayer & Cie en date du 1er aout 1898.
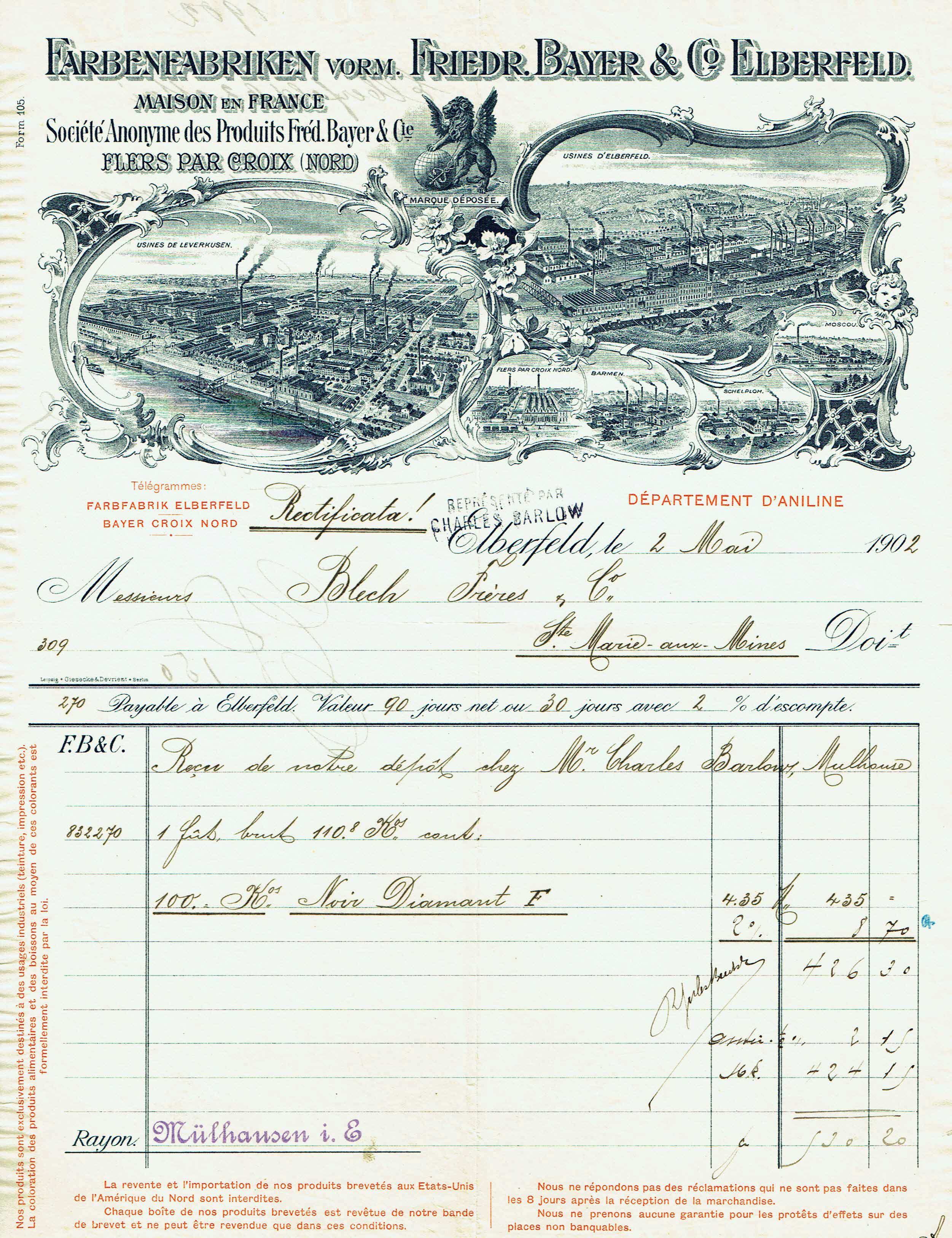
Facture de Farbenfabriken vorm. Friedr. Bayer & Co. pour un client alsacien en 1902.

Étant parvenu à synthétiser de l’acide acétylsalicylique pur (aspirine) en 1897, Bayer dépose, en 1899, le brevet et la marque Aspirin. Cependant, l'entreprise perd ce brevet à la suite de la Première Guerre mondiale et du traité de Versailles, stipulant que la marque et le procédé de fabrication entrent dans le domaine public dans un certain nombre de pays (France, États-Unis, etc.).

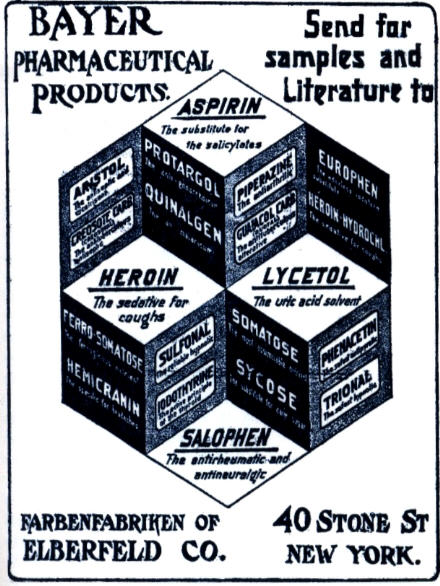
Publicité américaine pour quatre produits Bayer et leurs dérivés (Aspirin, Heroin, Lycetol, Salophen), avant 1904.

Le logo de la marque est conçu en 1904. En 1905, Bayer commence la production de médicaments aux États-Unis.

### Fusion des sociétés chimiques allemandes
Bayer devient ensuite une partie d'IG Farben, un conglomérat d'industries chimiques allemandes créé dans les années 1920.
En 1930, IG Farben rachète près de la moitié du capital de Degesch, qui inventera le Zyklon B, un puissant insecticide.
En 1931, Gerhard Domagk, qui travaille pour la division d’IG Farben qui redeviendra Bayer après-guerre, découvre le Prontosil, un sulfamide antibactérien. Il obtiendra un prix Nobel pour cette découverte.
Gerhard Schrader, qui travaille pour Bayer, parvient à synthétiser en 1936, un liquide neurotoxique volatile, le tabun, en s’appuyant sur les travaux de Michaelis. Le tabun est intégré dans des bombes aériennes par l’armée allemande, parfois mélangé avec du gaz moutarde.
En 1937, Bayer synthétise du polyuréthane, un polymère, utilisable comme matière plastique.
Degesch, filiale d’IG Farben, produit en grandes quantités du Zyklon B (puissant insecticide qu’elle a inventé) sous forme de cristaux pour les nazis qui les utiliseront dans les chambres à gaz des camps d’extermination.

### Bayer après le démantèlement d'IG Farben
Au début des années 1950, dans le cadre de la politique de dénazification, le groupe industriel IG Farben qui est complice de la solution finale, est démantelé en plusieurs sociétés distinctes, dont l'entreprise Bayer, BASF et Agfa.
En 1953, Bayer synthétise un nouveau plastique, le polycarbonate, commercialisé sous la marque Makrolon.
En 1986, Bayer découvre la ciprofloxacine, un antibiotique de la famille des fluoroquinolones.
En 1995, Helge Wehmeier, ancien CEO de Bayer, a publiquement présenté ses excuses pour l'action d'IG Farben sur les populations juives à Elie Wiesel, Prix Nobel de la Paix en 1986 et survivant de l'Holocauste.

### Diversification de l'activité dans les années 2000
En 2002, Bayer AG acquiert la branche agronomique d'Aventis (Aventis CropScience). Celle-ci devient alors Bayer CropScience AG. Cette branche s'occupe d'agrochimie et de semences génétiquement modifiées : céréales, coton, etc.
Afin de séparer les gestions opérationnelles et stratégiques, Bayer AG a été réorganisé en décembre 2003 en une société de groupement. Une société anonyme a été affectée à chaque secteur de Bayer AG : Bayer CropScience AG (agrochimie) ; Bayer HealthCare AG (santé, dont le laboratoire pharmaceutique Bayer Schering Pharma) ; Bayer Material Science AG (polyuréthane, polycarbonate, matières premières pour vernis et colles). En 2004, Bayer scinde ses activités de chimie de spécialité dans Lanxess.
Bayer AG lance le 23 mars 2006 une OPA sur Schering AG. L'acquisition est effective le 2 juillet 2007. L'entité des médicaments éthiques a pour nom Bayer Schering Pharma. Le groupe Bayer Santé regroupe santé éthique, santé familiale, vétérinaire et diagnostic (petit matériel).
À la fin octobre 2012, Bayer annonce avoir racheté l'entreprise de complément vitaminé Schiff pour 1,2 milliard de dollars.
En novembre 2013, Bayer acquiert l'entreprise norvégienne Algeta pour 2,4 milliards de dollars.
En février 2014, Bayer acquiert Dihon, une entreprise spécialisée dans la médecine traditionnelle chinoise, pour un montant inconnu, mais estimé à plus de cinq cents millions d'euros.
En mai 2014, Bayer acquiert les activités de médicament en vente libre de Merck & Co pour 14,2 milliards de dollars. L'accord intègre également un partenariat de plus faible ampleur sur les médicaments de Merck notamment l'Adempas. Le même mois, Bayer vend ses activités Bayer Interventional, qui produit du matériel médical notamment des cathéters, pour 415 millions de dollars à Boston Scientific. Bayer atteint ainsi la seconde place mondiale des médicaments sans ordonnance.
En juin 2015, Bayer vend ses activités liées au diabète pour 1,02 milliard d'euros à Panasonic Healthcare, filiale de Panasonic, également présente dans ce secteur.

### Concentration des activités sur les sciences du vivant et acquisition de Monsanto
Fin 2015, Bayer cède sa division scientifique de matériaux haute performance afin de créer une compagnie publique et indépendante, Covestro, tout en gardant 70 % de ses parts. Bayer fait ainsi le choix stratégique de concentrer ses efforts sur ses activités en sciences du vivant. Les parts de Covestro sont mises en vente à la Bourse de Francfort en octobre 2015. En mars 2017, Bayer vend une partie (11 %) de sa participation dans sa filiale Covestro pour 1,46 milliard d'euros, la ramenant à 53,3 %. En septembre 2017, sa participation dans Covestro passe à 24,6 % après plusieurs ventes successives. En mai 2018, Bayer vend une participation de 10,4 % dans Covestro pour 1,8 milliard d'euros, ne gardant alors qu'une participation de 6,8 % dans ce dernier.
En mai 2016, Bayer annonce le lancement d'une offre d'acquisition de 62 milliards de dollars sur Monsanto, après deux semaines de rumeurs,,. En septembre 2016, l'offre de Bayer remonte à 66 milliards de dollars et le 14 de ce mois, Bayer annonce officiellement que l’offre a été acceptée par les actionnaires de Monsanto.
En octobre 2017, BASF annonce la reprise des activités de semences végétales de Bayer, comprenant notamment la marque LibertyLink, pour 5,9 milliards d'euros.
Le 4 juin 2018, Bayer annonce que l’intitulé de l’entreprise restera « Bayer », impliquant ainsi la disparition de la marque Monsanto comme nom d’entreprise, probablement pour des raisons d'image de marque défavorable.
Dans les mois qui suivent, la valeur boursière de Bayer diminue, diminution qui atteint trente milliards d'euros à fin octobre 2018. En juillet 2018, Bayer annonce la vente de ses activités dermatologiques à Leo Pharma pour un montant non dévoilé.
En novembre 2018, Bayer annonce un imposant plan de restructuration liée notamment à l'acquisition de Monsanto, avec la volonté de vendre certaines de ses activités, dont son activité vétérinaire et ses activités dans les produits pharmaceutiques en libre-accès dont les marques Coppertone et Dr. Scholl. Ce plan de restructuration implique également une dépréciation d'actif de 3,3 milliards d'euros et la suppression de 12 000 emplois vers l'horizon 2021, notamment dans ses services administratifs.
Entre 2016 à 2019, les ventes par Bayer de pesticides interdits en Europe, mais destinés au Brésil ont augmenté de 50 %. Au moins une douzaine de substances toxiques, interdites en Europe, et dangereuses pour les abeilles et les oiseaux, sont vendues par Bayer au Brésil, sous différentes marques de pesticides.
En mai 2019, Beiersdorf annonce l'acquisition de Coppertone, un fabricant américain de crème solaire, pour 550 millions de dollars à Bayer. En juillet 2019, Bayer annonce la vente de la marque Dr Scholl pour 585 millions de dollars au fonds d'investissement Yellow Wood Partners.
En aout 2019, Lanxess et Bayer annoncent la vente de leur co-entreprise Currenta au fonds d'investissement Macquarie Infrastructure and Real Assets pour 3,5 milliards d’euros. Dans le même temps, Bayer annonce l’acquisition de BlueRock Therapeutics, une entreprise spécialisée dans les traitements fondés sur l’utilisation de cellules souches. Le montant de la transaction pourra atteindre jusqu’à 600 millions de dollars, selon la réalisation ou non de certains objectifs.
En août 2019, Elanco annonce l'acquisition des activités vétérinaires de Bayer pour 7,6 milliards de dollars, en cash et en action, devenant ainsi l'entreprise ayant la seconde plus grande part de marché du secteur.

### Diversification depuis 2020
En février 2020, Bayer annonce qu’une grande partie de l’unité de recherche de Berlin va être transférée au prestataire de services international Nuvisan, la recherche se poursuivant sur le campus d’innovation de Bayer à Berlin. Le transfert devrait être achevé d’ici la mi-2020. En septembre 2020, Bayer signe un partenariat avec la startup DirectoSanté pour proposer une solution de télémédecine permettant aux équipes soignantes de maintenir le contact avec leurs patients atteints de cancer, et d’assurer le suivi médical à distance.
En janvier 2021, l'entreprise biopharmaceutique allemande CureVac a noué un partenariat avec Bayer afin de déployer son vaccin contre le coronavirus et accélérer sa production.
En octobre 2020, Bayer annonce l'acquisition de Asklepios BioPharmaceutical pour quatre milliards de dollars.
En août 2021, Bayer annonce l'acquisition de Vividion Therapeutics pour deux milliards de dollars,.
Bayer développe deux thérapies géniques autour de la maladie de Parkinson, avec ses filiales BlueRock Therapeutics et Asklepios BioPharmaceutical, dans le cadre d'un essai clinique de phase 1.
En janvier 2022, Bayer noue un partenariat avec Mammoth Biosciences pour le développement de nouvelles thérapies géniques et cellulaires dans le cadre des maladies liées au foie.

## Activités actuelles
Les activités de Bayer s’articulent aujourd’hui autour de trois divisions : Pharmaceuticals (médicaments de prescription), Consumer Health (médicaments en vente libre) et Crop Science (productions agricoles).
En 2020, Bayer comprend plus de 385 filiales et coentreprises dans le monde et opère dans 79 pays. Le groupe emploie plus de 99 530 personnes et son chiffre d'affaires s'élève à 41,4 milliards d’euros. Le groupe consacre également 4,9 milliards d’euros à la recherche et au développement.

### Médicaments de prescription
La division des produits pharmaceutiques est chargée de la recherche, du développement, de la production et de la distribution de produits délivrés sur ordonnance, en particulier dans les domaines de la pneumologie (Canada), de la cardiologie, de la santé des femmes, de l’oncologie, de l’hématologie et ophtalmologie.
Les centres de recherche les plus importants pour les produits pharmaceutiques sont Berlin, Wuppertal et Cologne en Allemagne, San Francisco et Berkeley aux États-Unis, Turku en Finlande et Oslo en Norvège.

### Médicaments en vente libre
Un de ses principaux centres de recherche pour ses produits en vente libre (soins de la peau, compléments alimentaires, etc.)  est situé à Gaillard en Haute-Savoie.

### Produits phytosanitaires
Bayer développe des produits phytosanitaires de protection des cultures, des semences et des services d’accompagnement des agriculteurs. L’un des sites de recherche situé à Lyon, le Centre de Recherche de La Dargoire (CRLD), abrite notamment la recherche sur les maladies fongiques.

### Bayer en France
La France est quant au chiffre d’affaires, à l'emploi et à l’investissement en recherche et développement, le 6e pays le plus important du groupe Bayer. Le siège social de Bayer SAS est à Lyon. En 2010, Frank Garnier est nommé président, jusqu’en janvier 2019, date à laquelle lui succède Benoît Rabilloud.
En 2020, Bayer France a investi 169 millions d'euros en France en recherche et en développement, a réalisé un chiffre d'affaires de 1 277,1 millions d'euros et compte 3 255 salariés. En avril 2023, Yves Picquet succède à Benoît Rabilloud à la tête de l’entreprise.
La filiale française compte neuf sites de recherche et développement et sept sites de production en France.

## Découvertes et innovations
Bayer a, entre autres, découvert :
- le Prontosil, un sulfamide antibactérien, en 1931[14] ;
- le tabun, un gaz neurotoxique, en 1936[15] ;
- le polyuréthane, un polymère, en 1937 ;
- le polycarbonate, un autre polymère, en 1953, dont le Makrolon ;
- la ciprofloxacine, un antibiotique de la famille des fluoroquinolones, en 1986.

Bayer est également à l’origine de procédés de synthèse intéressant :
- Felix Hoffmann est le premier à synthétiser de l’aspirine pure, en 1897[11] ;
- celui-ci met aussi au point, en parallèle, un procédé de synthèse de l'héroïne, une drogue ainsi qu'un antalgique fort[62] ;
- Bayer crée, pendant la Première Guerre mondiale, un procédé de fabrication en masse du gaz moutarde, une arme chimique[63],[64].

## Procès et polémiques

### Procès

#### Contraceptif Essure
En 2015, le contraceptif définitif Essure, commercialisé par Bayer, est placé sous surveillance renforcée par les autorités sanitaires en France, après de multiples signalements d'effets secondaires importants.
Une association appelée Resist (Réseau d’entraide, de soutien et d’informations sur la stérilisation tubaire) est créée en 2016. Elle demande le retrait du dispositif en France et a engagé une action de groupe contre Bayer. En 2017, l'entreprise cesse la commercialisation d'Essure en Europe. Ces implants sont actuellement soupçonnés de causer de graves effets neurologiques, musculaires, hémorragiques et allergiques.

#### Roundup de Monsanto
Le désherbant vendu sous la marque Roundup étant suspecté d’être cancérogène par le Centre international de recherche sur le cancer, Monsanto, l’entreprise le commercialisant détenue par Bayer, est accusée devant la justice par des anciens utilisateurs du produit atteints de cancers. En septembre 2018, on dénombre 8 700 procès et 18 000 plaintes en janvier 2019.
Certaines agences européennes ainsi que l’Agence américaine de protection de l'environnement (EPA) jugent quant à elles que l’herbicide n'est pas cancérogène pour l’humain.
Les procès relayés médiatiquement sont :
- le 10 août 2018, lors du procès Dewayne Johnson, Monsanto est condamné à 289 millions de dollars de dommages et intérêts en faveur d'un jardinier malade d’un cancer[72]. Le 23 octobre, la justice réduit cette condamnation à 78 millions de dollars[73] ;
- le 19 mars 2019, procès Edwin Hardeman, Monsanto est condamné à verser près de 81 millions de dollars[74],[75] ;
- le 13 mai 2019, Monsanto est condamné par un juge californien à verser deux milliards de dollars de dommages et intérêts prononcé à un couple de plaignants[76],[77]. L’amende est réduite le 25 juillet 2019 à 87 millions de dollars[78] ;
- le 5 octobre 2021, le procès Clark débouche sur une absence de causalité entre l’exposition au désherbant et la maladie d'Ezra Clark[79],[80] ;
- en décembre 2021, dans le cadre du procès de Stephens, le jury conclut à une absence de lien entre l'exposition au produit et le cancer de Donnetta Stephens[81].

Le 9 août 2019, des informations sont publiées selon lesquelles Bayer proposerait huit milliards de dollars pour mettre un terme aux plaintes aux États-Unis concernant le Roundup, mais cela est démenti par le groupe allemand,.

### Polémiques

#### Achats de personnes déportées à Auschwitz
Pendant la Seconde Guerre mondiale, Bayer se livre au trafic d'êtres humains en achetant des déportés du camp d’Auschwitz pour servir de cobayes, dans le cadre d'expérimentations à prétention médicale et de caractère confidentiel.
Cinq lettres signées par les responsables de Bayer et destinées aux dirigeants du camp d'Auschwitz, rédigées en avril 1943 et mai 1943, ont été découvertes par un régiment de l'Armée soviétique, lors de la libération du camp d’Auschwitz, pour l'achat de « lots de femmes » déportées.
Des extraits de ces lettres sont lus dans deux documentaires réalisés par Emil Weiss, le dernier volet de la trilogie documentaire Destruction sur le camp d'Auschwitz, et également dans Criminal Doctors - Auschwitz, France, 2013, ainsi que dans un documentaire réalisé par Daniel Cling et Pascal Cling, Il faudra raconter en 2005.
La première lettre indique le besoin de femmes déportées, en tant que cobayes pour expérimenter un soporifique. La deuxième stipule que le prix de « 200 marks est exagéré ; nous offrons 170 marks par sujet, nous avons besoin de 150 femmes. » La troisième demande : « Veuillez donc faire préparer un lot de 150 femmes saines. » La quatrième indique : « Nous sommes en possession du lot de 150 femmes. Votre choix est satisfaisant, quoique les sujets soient très amaigris et affaiblis. Nous vous tiendrons au courant des résultats des expériences. » Enfin, la cinquième et dernière lettre retrouvée mentionne : « Les expériences n'ont pas été concluantes. Les sujets sont morts. Nous vous écrirons prochainement pour vous demander de préparer un autre lot. »
Après la guerre, lors des procès de Nuremberg, l'une des douze séances concerne directement le Procès IG Farben où plusieurs dirigeants d'IG Farben — dont Bayer était une filiale — sont condamnés pour crimes de guerre, entre six mois et six ans de prison. En 1956, Fritz ter Meer, qui avait été condamné pour crime de guerre (pillage et esclavagisme), devient président de Bayer.

#### Scandale de l'huile frelatée
Dans les années 1980, un de ses produits, le nemacur (organophosphoré), est mis en cause dans une enquête indépendante menée par le Dr Muro dans le cadre du scandale de l'huile frelatée (six cents morts, plus de deux mille victimes constatées en Espagne).

#### Yasmin, Yasminelle et Yaz: contraceptifs dangereux
En 2009 puis en avril 2011, quatre études estiment que les pilules contraceptives dites « de quatrième génération » appelées Yasmin, Yasminelle et Yaz présentent 1,5 à 2 fois plus de risques de thrombose que celles de deuxième génération, ce que nie Bayer en se basant sur deux études de 2007.
En 2011, on compte neuf mille plaintes contre Bayer aux États-Unis à cause des effets secondaires de ces pilules,,. La réévaluation de l’Agence européenne des médicaments de mai 2011 et deux études ultérieures concluent que ces pilules sont effectivement plus dangereuses que celles de la deuxième génération, en présentant un risque de thrombose similaire à celles de la troisième génération.

#### Scandale du sang contaminé
Le laboratoire pharmaceutique est accusé d'avoir sciemment écoulé des produits sanguins, afin d'augmenter son profit, qui auraient inoculé le virus du sida, principalement entre 1978 et 1985, alors que des procédés pour décontaminer ces produits existaient.
Plusieurs milliers d'hémophiles dans le monde sont contaminés par le VIH à la suite de la négligence de la firme Bayer. À noter qu'un protocole de décontamination visant spécifiquement le VIH ne pouvait pas être inventé avant l'identification dudit virus, laquelle n'intervient qu'entre février 1983 et mai 1984.

#### Pollution atmosphérique aux États-Unis
Bayer figure en 2016 au troisième rang du top 100 des pollueurs atmosphériques aux États-Unis publié par l'Institut de recherche en politique économique (PERI) de l'université du Massachusetts à Amherst.
En 2019, Bayer se situe à la 83e place de ce même classement des pollueurs atmosphériques aux États-Unis.

#### Non-respect des normes européennes
Le 21 mai 2019, la Fédération allemande pour l'environnement et la protection de la nature (BUND) révèle en utilisant les données fournies par l'Agence fédérale de l'environnement allemande comme par l'Agence européenne des produits chimiques que 654 entreprises opérant en Europe ne respectent pas, entre 2014 et 2019, le protocole européen d'enregistrement, évaluation et autorisation des produits chimiques, censé protéger la santé et l'environnement des Européens. Ces entreprises, dont Bayer, emploient massivement des substances de synthèse interdites et potentiellement dangereuses,,.

#### Insecticide Gaucho
Bayer AG est en conflit avec les apiculteurs en France et en Nouvelle-Écosse à propos des effets sur les abeilles du pesticide Gaucho que l’entreprise commercialise. Des apiculteurs français soupçonnent le produit, à partir de 1994, d’être mortel pour les abeilles.
Une suspension d'utilisation provisoire et partielle est appliquée en France à plusieurs reprises. Enfin, après une publication de l’Autorité européenne de sécurité des aliments au mois de février considérant l’usage des néonicotinoïdes dangereux pour les abeilles, l’Union européenne décide le 27 avril 2018 d’interdire (notamment) l’utilisation de l’imidaclopride, principe actif du Gaucho.

#### Pressions sur le Mexique
Le président mexicain, Andrés Manuel López Obrador, émet, le 31 décembre 2020, un décret qui interdit, d’ici à 2024, le glyphosate ainsi que les importations de maïs transgénique au nom de la souveraineté alimentaire et de la défense de la biodiversité. La multinationale engage alors des pressions politiques considérables pour empêcher son application, obtenant le soutien de hauts-fonctionnaires de l'administration Trump, du lobbyiste industriel CropLife, ou encore du CNA, principal lobby mexicain de l’agrobusiness, pour faire plier Mexico. CropLife fait directement appel, en mars 2020, à Robert Lighthizer, alors représentant américain au commerce. Un mois plus tard, ce dernier s’adresse à la ministre mexicaine de l’économie, Graciela Marquez, brandissant la menace qui pèse sur le respect des règles du nouveau traité de libre-échange nord-américain (USMCA), signé en décembre 2019. Le ministre mexicain de l'Environnement , Víctor Manuel Toledo Manzur, fervent défenseur du « principe de précaution », est poussé à la démission après une violente campagne de presse le visant et des menaces contre sa famille. Il publie en 2021 une tribune dans le quotidien de gauche La Jornada, titrée « La guerre du glyphosate : acteurs et drame », dans laquelle, il revient sur ce conflit, écrivant : « Vous devez comprendre qu’une compagnie puissante dispose d’une armée de scientifiques, de techniciens, de publicitaires, de lobbyistes, d’espions et de promoteurs, et, dans chaque pays, elle développe des campagnes très efficaces. » Le décret est cependant maintenu par le président mexicain .

## Actionnaires
Les actions de Bayer AG sont cotées au XETRA en Allemagne et au LSE au Royaume-Uni.
| Actionnaire                          | %      |
| ------------------------------------ | ------ |
| Temasek Holdings                     | 3,52 % |
| Harris Associates (en)               | 2,99 % |
| The Vanguard Group                   | 2,62 % |
| Norges Bank Investment Management    | 2,30 % |
| Dodge & Cox                          | 1,47 % |
| DWS Investments (UK)                 | 1,08 % |
| BlackRock Investment Management      | 1,06 % |
| Amundi Asset Management              | 1,05 % |
| Lyxor International Asset Management | 1,04 % |
| Fidelity Management & Research       | 0,94 % |

## Communication

### Activités sportives
Bayer tient une place importante dans le club omnisports TSV Bayer 04 Leverkusen. Le club sportif de Bayer a été fondé le 1er juillet 1904 sous le nom de TuS der Farbenfabriken vorm. Friedrich Bayer & Co 1904 in Leverkusen et regroupait différents sports. C'est en mai 1907 que la section football est ouverte, donnant naissance au club évoluant aujourd'hui dans le championnat d'Allemagne, le Bayer 04 Leverkusen.

### Activité de lobbying
Selon le Center for Responsive Politics, les dépenses de lobbying de Bayer aux États-Unis s'élèvent en 2017 à 10 570 000 dollars.
Bayer AG est inscrite depuis 2008 au registre de transparence des représentants d'intérêts auprès de la Commission européenne. Elle déclare en 2015 pour cette activité treize collaborateurs à temps plein et des dépenses d'un montant de 1 989 000 €. L'entreprise indique avoir reçu, sur le même exercice, 1 440 130 € de subventions des institutions européennes. Les dépenses de lobbying du groupe s'élèvent à 2 314 000 € en 2017.
Pour l'année 2017, Bayer déclare à la Haute Autorité pour la transparence de la vie publique exercer des activités de lobbying en France pour un montant qui n'excède pas 200 000 €, et le même montant pour la filiale Bayer Healthcare SAS.